# Цилимпиу, Анастасия
Анастаси́я Цилимпиу (греч. Αναστασία Tσιλιμπίου; род. 12 ноября 1997 года) — греческая актриса.

## Биография
Родилась 12 ноября 1997 года в Греции. Отец родом из Румынии, мать из Греции. С шести лет принимала участие в съемках рекламных роликов. В возрасте 8 лет Анастасия приняла участие в съемках фильма «Сердце ангела», в котором сыграла роль дочери Мирелы Папаиконому.
В 2008 году Анастасия сыграла в комедийном фильме «40 Κύματα» (40 кимата — 40 волн). Через два года она сыграла в сериале «Остров». В том же году Анастасия сыграла в известной комедии «Звездные войны».
В возрасте 17 лет Анастасия Цилимпиу сыграла главную женскую роль в сериале «Великолепный век. Империя Кёсем». Актрису на роль юной Махпейкер Кёсем-султан искали в течение года во многих странах. Выбор пал на греческую актрису Анастасию Цилимпиу, которая до этого играла на сцене театра. На время съемок Анастасия переехала в Стамбул, где начала усилено изучать турецкий язык. Премьера сериала состоялась в ноябре 2015 года. Анастасия сыграла Кёсем Султан в подростковом возрасте.
Благодаря роли Кёсем Анастасия Цилимпиу уже стала самой высокооплачиваемой актрисой Греции: гонорар за месяц составлял 30 тысяч турецких лир.

## Фильмография
| Год       |   | Русское название                | Оригинальное название     | Роль                    |
| --------- | - | ------------------------------- | ------------------------- | ----------------------- |
| 2005      | ф | Сердце Ангела                   | Аγγελоς Heart             | дочь Миреллы            |
| 2005—2008 | с | Чудо Энны Силиван               | Το Θάυμα της Enna Silivan | Энна Силиван            |
| 2010      | ф | Звёздные войны                  | Πоλεμоι των άστρων        | Елена Келер             |
| 2010—2011 | с | Остров                          | To νησί                   | Мария Петраки в детстве |
| 2015      | с | Великолепный век. Империя Кёсем | Muhteşem Yüzyıl Kösem     | Махпейкер-хатун (Настя) |
| 2016      | с | Слёзы Бога                      | Τα δάκρυα του Θεού        |                         |